# Зелен Брег
Зелен Брег (словен. Zelen Breg) — поселення в общині Равне-на-Корошкем, Регіон Корошка, Словенія. Висота над рівнем моря: 745,1 м.